# Julius Antonius Seleucus
Pour les articles homonymes, voir Séleucos.
(Caius ?) Julius Antonius Seleucus est un homme politique romain du IIIe siècle. Il pourrait être le dénommé Seleucus, usurpateur romain en 221, d'après Polemius Silvius. 
Son père est peut-être Sextus Julius Maior Antoninus Pythodorus, sénateur à la fin du IIe siècle. Sa mère serait alors une des deux filles du sénateur Caius Julius Philopappus. Son nom suggère qu'il descend de Séleucos IV, roi séleucide au IIe siècle, raison pour laquelle il aurait cherché à accéder au trône romain. Seleucus est consul suffect, gouverneur de Mésie inférieure (218-222 ou 220-221) et peut-être descendant des Julii Maiores, issus du triumvir Marc Antoine.